# Зиемелис, Гунар Кришьянович
Гунар Кришьянович Зиемелис (15.02.1931 — 19.02.1978) — советский государственный и партийный деятель. Член КПСС с 1958 года.
Родился в Риге в семье рабочего.
Окончил Латвийский государственный университет им . П. Стучки (1954).
- 1954—1958 на руководящей хозяйственной и профсоюзной работе.
- 1958—1961 инструктор отдела ЦК Компартии Латвии,
- 1961—1965 заведующий отделом Рижского горкома Компартии Латвии.
- 1965—1968 заместитель председателя Рижского горисполкома,
- 1968—1969 заместитель министра торговли Латвийской ССР,
- 1969—1976 председатель Рижского горисполкома,
- 1976—1978 первый секретарь Рижского горкома КП Латвии.

Депутат Верховного Совета Латвийской ССР восьмого и девятого созыва, член Президиума Верховного Совета Латвийской ССР. На XXI и XXII съездах коммунистической партии Латвии избирался членом ЦК.
Награждён двумя орденами Трудового Красного Знамени и орденом «Знак Почёта».
Умер после тяжёлой болезни 19 февраля 1978 года, похоронен на кладбище Райнис.